# Powiat bartoszycki

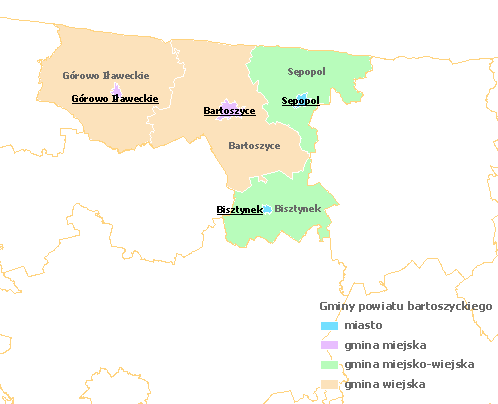
Gminy powiatu bartoszyckiego

Powiat bartoszycki – powiat w Polsce (województwo warmińsko-mazurskie), reaktywowany w 1999 roku w ramach reformy administracyjnej. Jego siedzibą jest miasto Bartoszyce. Powiat od strony północnej graniczy z obwodem królewieckim w Rosji, od wschodu z powiatem kętrzyńskim, od południa z powiatem olsztyńskim i lidzbarskim, a od zachodu z powiatem braniewskim. Na terenie powiatu znajduje się przejście graniczne z Federacją Rosyjską w Bezledach.
W skład powiatu wchodzą:
- gminy miejskie: Bartoszyce, Górowo Iławeckie
- gminy miejsko-wiejskie: Bisztynek, Sępopol
- gminy wiejskie: Bartoszyce, Górowo Iławeckie
- miasta: Bartoszyce, Górowo Iławeckie, Bisztynek, Sępopol

Według danych z 31 grudnia 2019 roku powiat zamieszkiwało 57 231 osób.

## Historia
Powiat bartoszycki utworzono postanowieniem Rady Ministrów w dniu 29 maja 1946 roku z terenów powiatu Pruska Iławka, którego stolica znalazła się po stronie ZSRR. 31 grudnia 1961 do powiatu przyłączono miasto Górowo Iławeckie oraz 9 gromad ze zlikwidowanego powiatu górowskiego. Zlikwidowany w wyniku reformy administracyjnej z 1975 roku, przywrócony w 1999 roku.

## Demografia

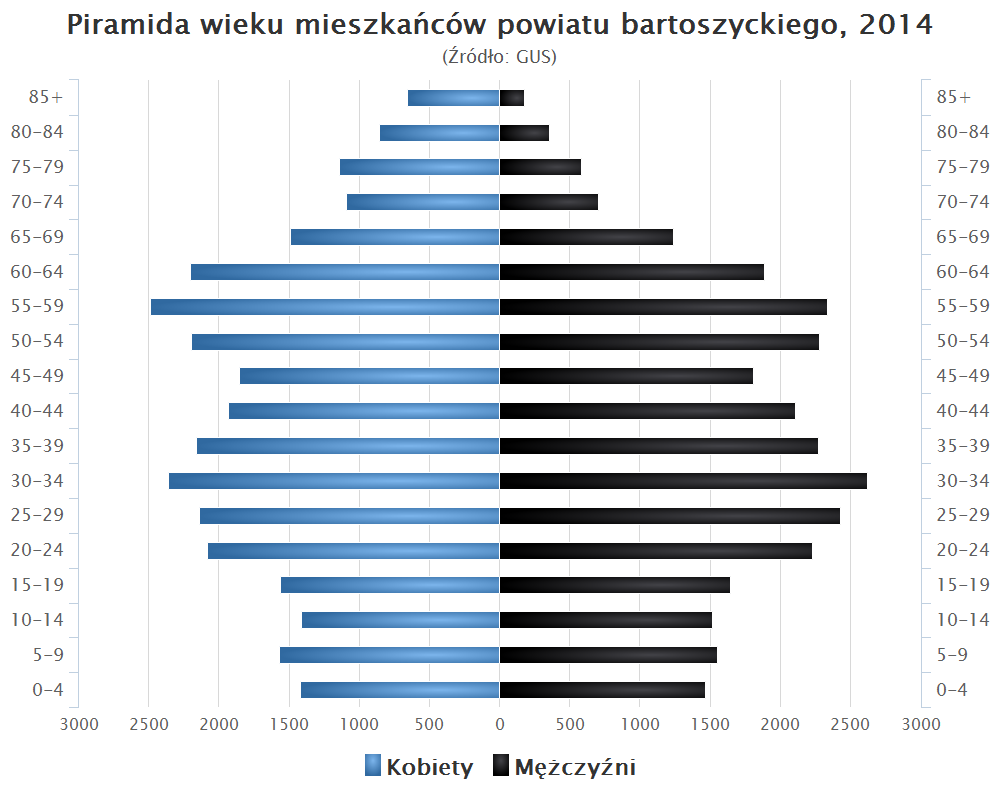
Piramida wieku mieszkańców powiatu bartoszyckiego w 2014 roku

Liczba ludności (dane z 30 czerwca 2005):
|        | Ogółem | Ogółem | Kobiety | Kobiety | Mężczyźni | Mężczyźni |
| osób   | %      | osób   | %       | osób    | %         |           |
| ------ | ------ | ------ | ------- | ------- | --------- | --------- |
| Ogółem | 61 687 | 100    | 31 589  | 51,21   | 30 098    | 48,79     |
| Miasto | 34 698 | 56,25  | 18 152  | 29,43   | 16 546    | 26,82     |
| Wieś   | 26 989 | 43,75  | 13 437  | 21,78   | 13 552    | 21,97     |

▶Wieś vs ▶miasto
Ogółem (▶k, ▶m)
Miasto (▶k, ▶m)
Wieś (▶k, ▶m)

### Ludność na przestrzeni lat
- 1946 – 38 700
- 1950 – 43 500
- 1960 – 49 800
- 1970 – 52 300
- 1971 – 52 700
- 1972 – 52 800

1975 – 1998 nie istniał
- 1999 – 64 933
- 2000 – 64 651
- 2001 – 64 564
- 2002 – 62 363
- 2003 – 62 093
- 2004 – 61 854